# West Ridgeway
Joseph West Ridgeway, född den 16 maj 1844, död den 16 april 1930, var en brittisk militär och ämbetsman.

## Biografi
Ridgeway blev 1861 officer i brittisk-indiska armén, deltog 1879-1880 med utmärkelse i afghanska kriget, var 1880-1884 utrikes understatssekreterare i indiska regeringen och 1885 brittisk kommissarie för bestämmande av gränsen mellan Ryssland och Afghanistan samt vistades i diplomatiskt uppdrag i Sankt Petersburg 1886-1887.
Ridgeway erhöll 1885 knightvärdighet, blev 1887 överste, var 1887-1893 understatssekreterare för Irland, utförde 1892-1893 en diplomatisk mission i Marocko, var 1893 guvernör på Isle of Man och 1896-1903 guvernör på Ceylon, om vars ekonomiska uppryckning han därunder inlade stora förtjänster. 
Ridgeway sändes 1906 till Sydafrika som ordförande i den kommission, som skulle förbereda utfärdandet av författningar för Transvaal och Oranjefristaten. Ridgeway tillhörde det liberala partiet och försökte ett par gånger förgäves bli vald till underhusmedlem.